# Kalcijum jodid
Kalcijum jodid je neorgansko jedinjenje sa formulom 2. Ova bezbojna delikvescentna čvrsta materija je veoma rastvorna u vodi. Njene osobine su slične srodnim solima, kao što je kalcijum hlorid. On se koristi u fotografiji.

## Reakcije
Henri Moisan je prvi izolovao kalcijum 1898. redukujući kalcijum jodid čistim natrijumom:
Kalcijum jodid se može formirati tretiranjem kalcijum karbonata, kalcijum oksida, ili kalcijum hidroksida sa jodovodonikom:
CaCO3 + 2 HI → CaI2 + H2O + CO2
Kalcium jodid sporo reaguje sa kiseonikom i ugljen-dioksidom na vazduhu, pri čemu se oslobađa jod, koji je odgovoran za mutno žutu boju nečistih uzoraka.